# Argentinische Braune Breitflügelfledermaus

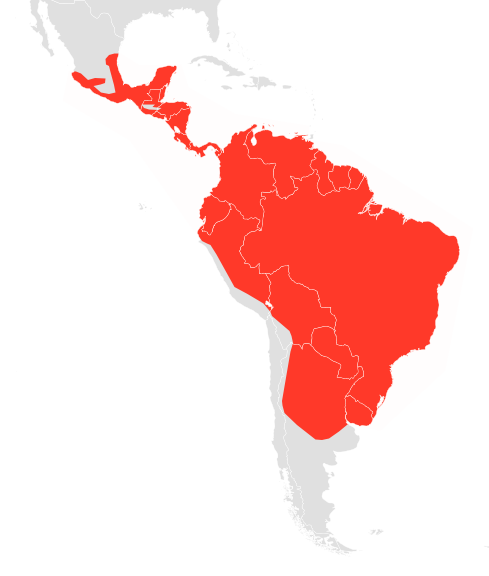
Verbreitungsgebiet von Eptesicus furinalis

Die Argentinische Braune Breitflügelfledermaus (Neoeptesicus furinalis) ist eine Fledermaus, welche in Zentral- und Südamerika beheimatet ist. Neoeptesicus dorianus wird als Synonym für Neoeptesicus furinalis behandelt, jedoch besteht die Diskussion, ob es sich dabei um eine eigene Art handeln könnte.

## Beschreibung
Die Argentinische Braune Breitflügelfledermaus ist eine kleine bis mittelgroße Fledermaus von 7,3 bis 8,1 g, mit einer breiten Nase und fleischigen Lippen. Die Kopf-Rumpf-Länge beträgt im Durchschnitt 92,4 mm, wobei die Weibchen meistens größer sind als die Männchen (sexueller Dimorphismus). Eptesicus furinalis unterscheidet sich von anderen Glattnasen in ihrem Verbreitungsgebiet durch den großen, breiten Kopf, dem stämmigen Körper, den runde Ohren, den kurzen, breiten Flügeln und dem bräunlich-schwarzen Fell. Zudem besitzt die Art vier obere Schneidezähne. Sie ist größer als ihre Schwesterart N. diminutus und kleiner als die Brasilianische Breitflügelfledermaus (N. brasiliensis). Der Tragus ist lang und spitz und reicht bis zur Hälfte des Ohres. Die Ohren und die Flughaut sind unbehaart und dunkelbraun bis schwarz. Die Flughaut beginnt an der Spitze der Zehen.

## Lebensweise
Die Argentinische Braune Breitflügelfledermaus lebt in einer Vielzahl von Lebensräumen, einschließlich tropischer Regen- und Trockenwald. Sie kommt oft in Gebäuden in Zwischenwänden, in Dachböden und hinter Fensterläden vor. Natürlich schläft die Art zwischen Baumrinden und in hohlen Bäumen und Baumlöchern. Sie ist wie die meisten Fledermäuse nachtaktiv und ernährt sich von Insekten.
Die Art kann wahrscheinlich das ganze Jahr hindurch Junge bekommen, jedoch scheinen die meisten Geburten in der wärmeren Jahreszeit stattzufinden, wahrscheinlich da im Winter das Insektenvorkommen geringer ist. Der Zeitpunkt der Paarung und der Geburt ist durch die weite Verbreitung von Population zu Population unterschiedlich. Die Weibchen bringen pro Wurf jeweils ein bis zwei Jungtiere zur Welt.

## Verbreitung und Lebensraum
Die Verbreitung der Argentinischen Braunen Breitflügelfledermaus reicht vom Süden Mexikos bis Argentinien. Ihr Bestand wird von der IUCN dank der weiten Verbreitung als stabil und ungefährdet eingestuft.